# Kackó község
Kackó község (románul: Comuna Câțcău) község Kolozs megyében, Romániában. Központja Kackó, beosztott falvai Kishavas, Szelecske.

## Fekvése
Kolozs megye északi részén a Szamos völgyében helyezkedik el Kolozsvártól 70 kilométerre. A DN1C főúton közelíthető meg.

## Népessége
A 2011-es népszámlálás adatai alapján a község népessége 2100 fő volt, ami csökkenést jelent a 2002-ben feljegyzett 2498 főhöz képest. A lakosság többsége román (94,19%), emellett a községben magyarok is élnek (3,67%). Vallási hovatartozás szempontjából a lakosság 85,67%-a ortodox, 6,38%-a pünkösdista és 3,76%-a református.

## Nevezetességei
A község területéről az alábbi műemlékek szerepelnek a romániai műemlékek jegyzékében:
- a kishavasi Szent Miklós-fatemplom (LMI-kódja CJ-II-m-B-07717)
- a szelecskei Szent Mihály és Gábriel arkangyalok fatemplom (CJ-II-m-B-07717)

## Híres emberek
- Kackón születtek Berde Amál festő (1886) és Berde Mária író (1889).